# Chiesa di Santa Maria delle Grazie (Siano)
La chiesa di Santa Maria delle Grazie è chiesa parrocchiale a Siano, in provincia di Salerno, ed è situata al culmine dell'omonima via, in una zona pedemontana sotto una propaggine del monte "Bosco Borbone"/"Torre del Gatto", la chiesa risulta presente già a partire dal 1309 fuori del centro abitato (e per questo motivo era chiamata anche Badia).

## Storia e descrizione
Per secoli è stata la chiesa parrocchiale di Siano, almeno fino al 1840; ma realmente, già nel ‘700, iniziò ad essere sostituita dalla Chiesa Madre all'interno del centro cittadino. Da notare che ancora oggi la parrocchia della città porta il suo nome.
Dopo anni di degrado strutturale, la chiesa fu prima restaurata nel 1905 e poi venne abbattuta e completamente ricostruita nella sua forma attuale negli anni sessanta del XX secolo.
A memoria delle antiche vestigia, conserva ancora una campana bronzea fatta fondere dalla famiglia feudataria napoletana dei Caracciolo e con iscrizione dedicatoria datata 1372; essa è un interessante esempio di lega bronzea contenente anche una piccola quantità di antimonio, per rinforzarne il suono, caratteristica della fonderia quattrocentesca italiana.
Da ammirare anche un'acquasantiera del XVII secolo.
Contiguo alla chiesa v'è il complesso per anziani non autosufficienti "Casa di Riposo Villa San Maria delle Grazie", fondata da Mons. Sabato Maria Corvino nel 1947 con il nome originario di "Casa della Carità".

## Immagini della chiesa

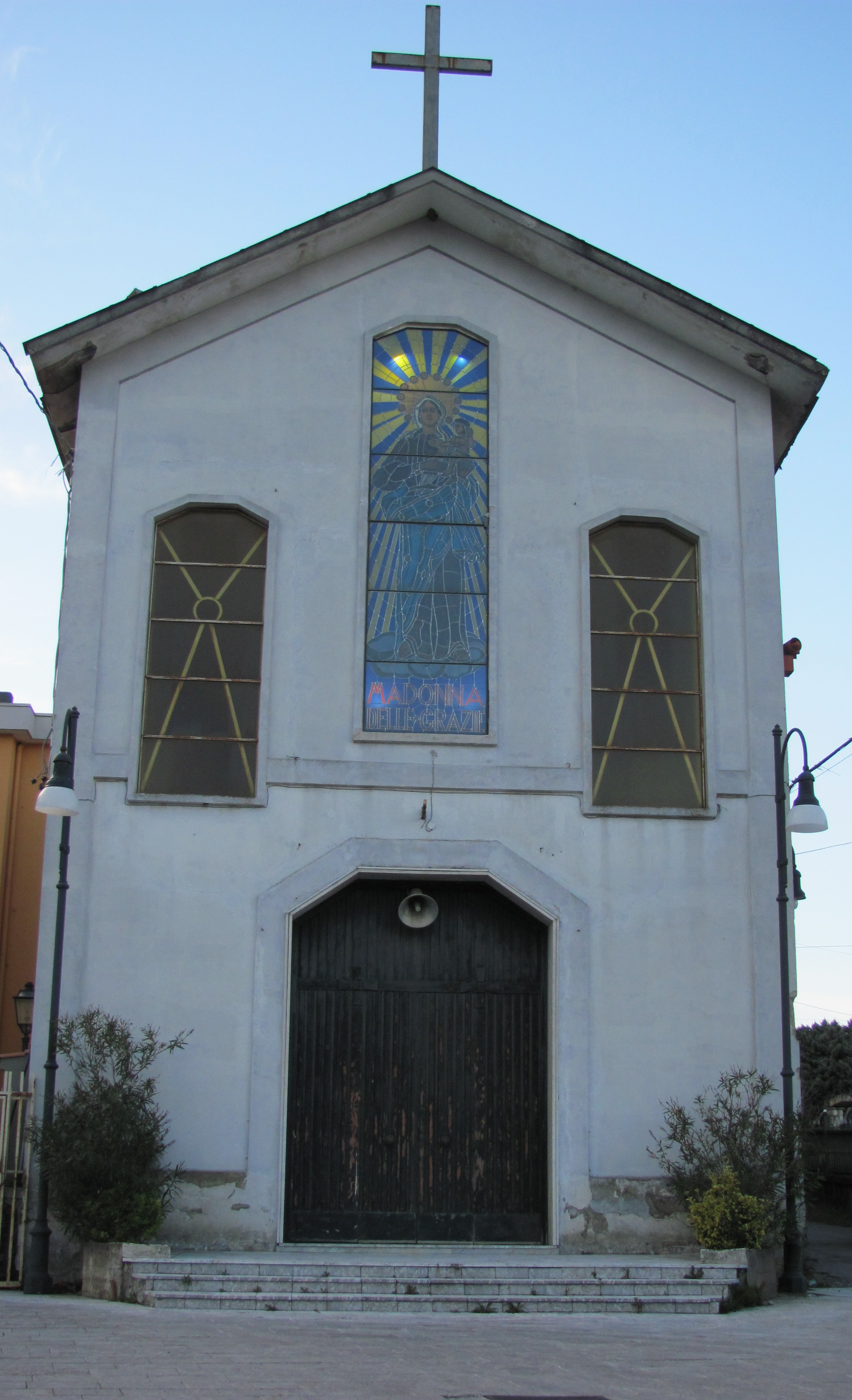
Vista frontale della chiesa (2010)
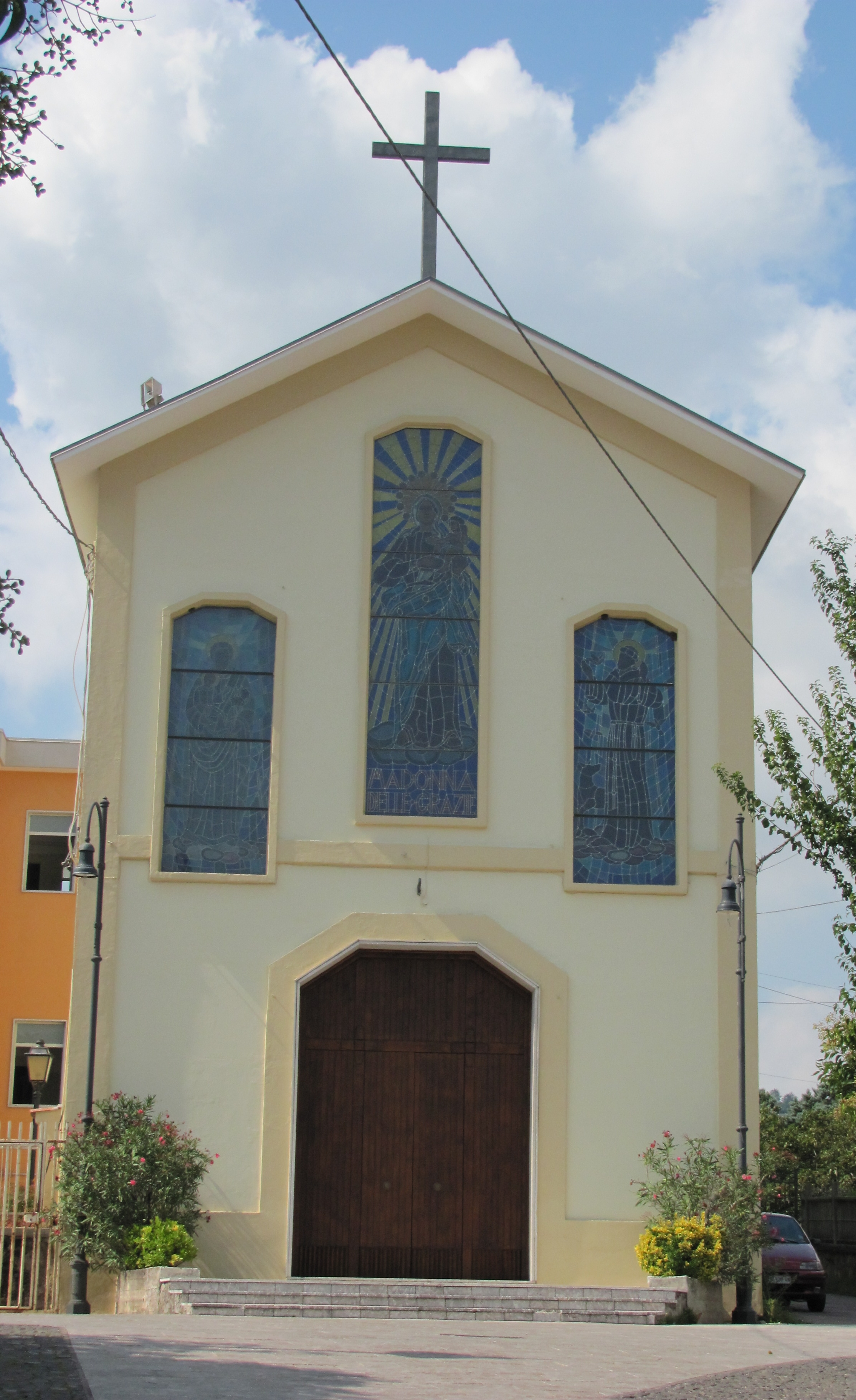
Chiesa di Santa Maria delle Grazie dopo la ristrutturazione esterna (2013)
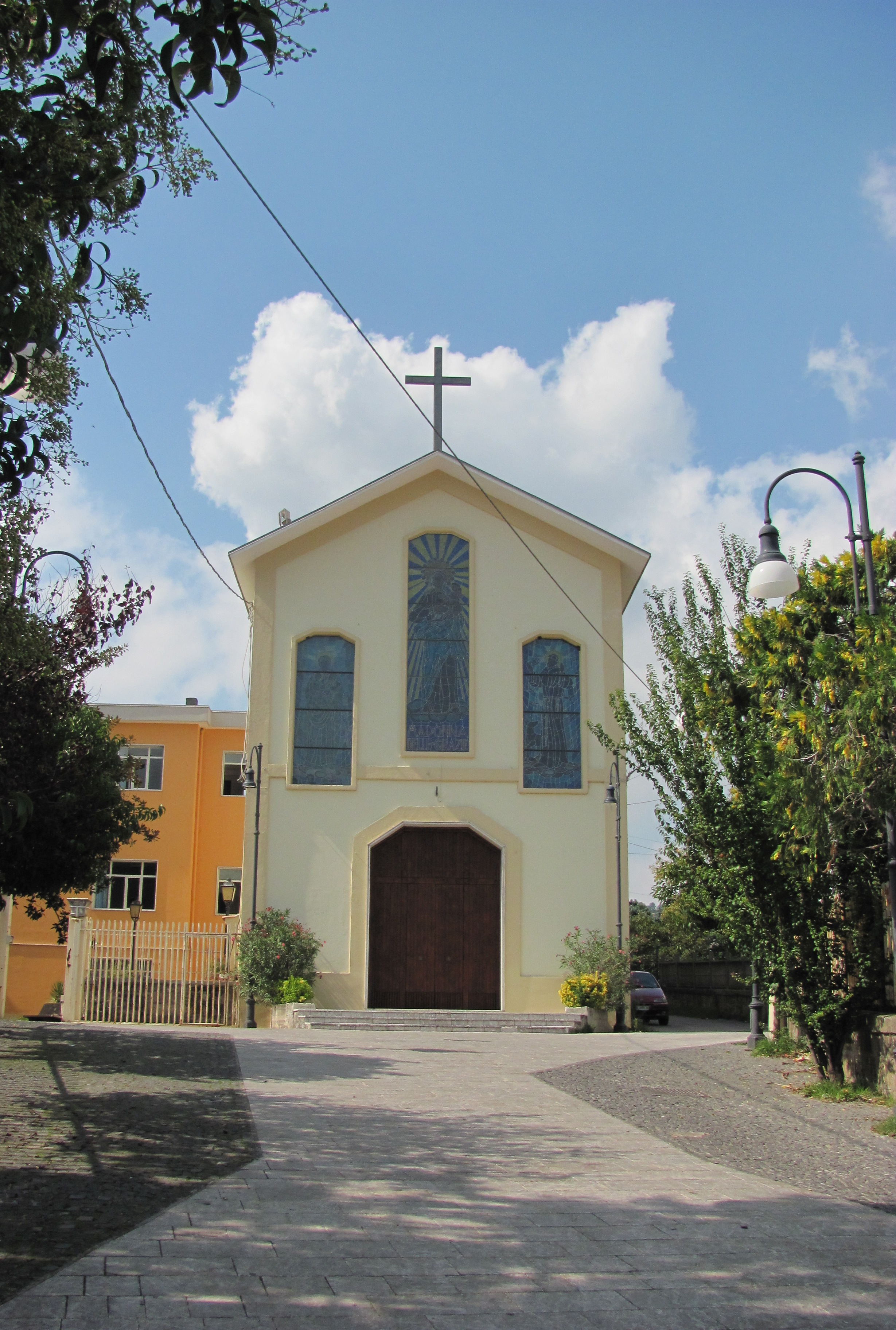
Chiesa di Santa Maria delle Grazie con piazzale e "Casa della Carità" (2013)
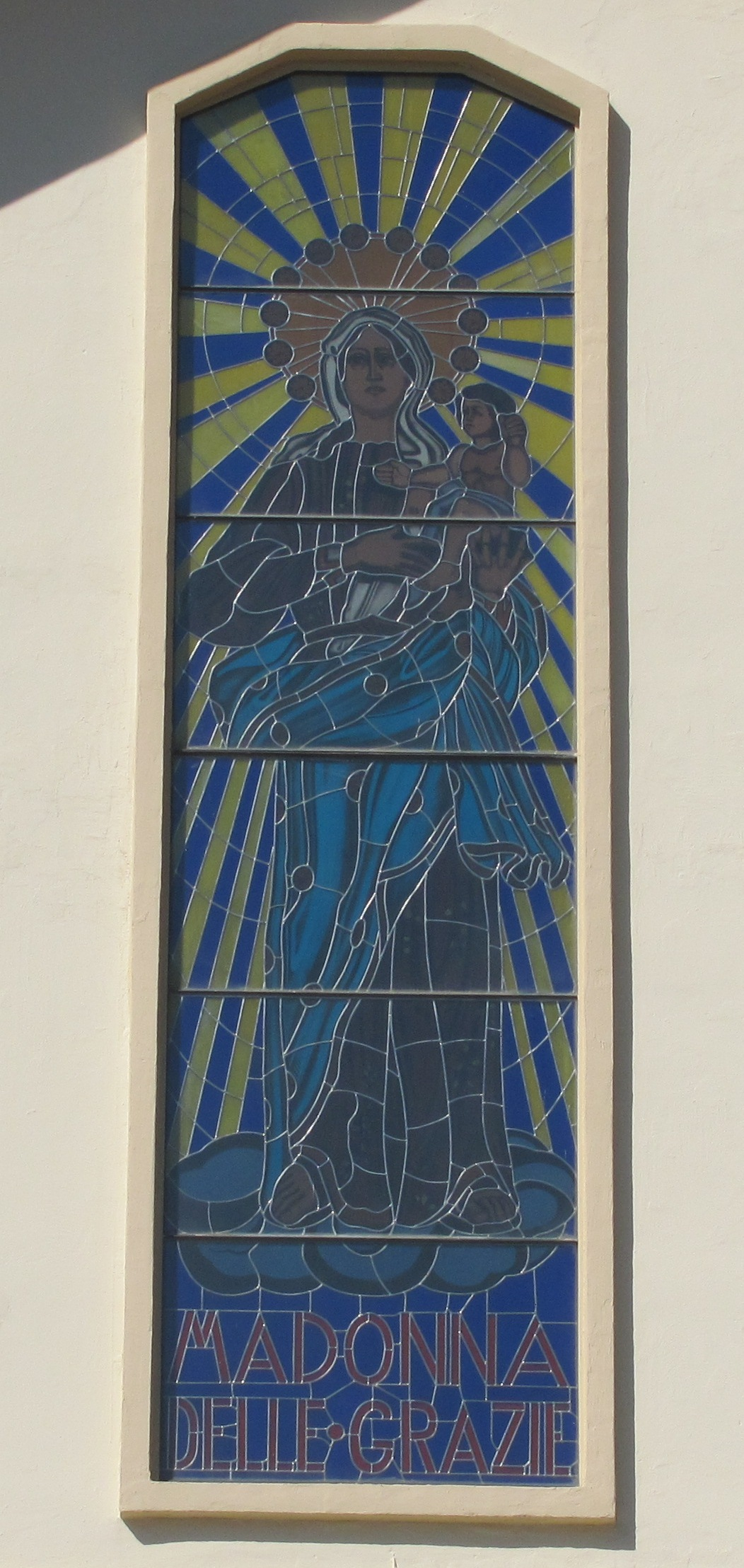
Chiesa di Santa Maria delle Grazie - dettaglio frontale (2013)
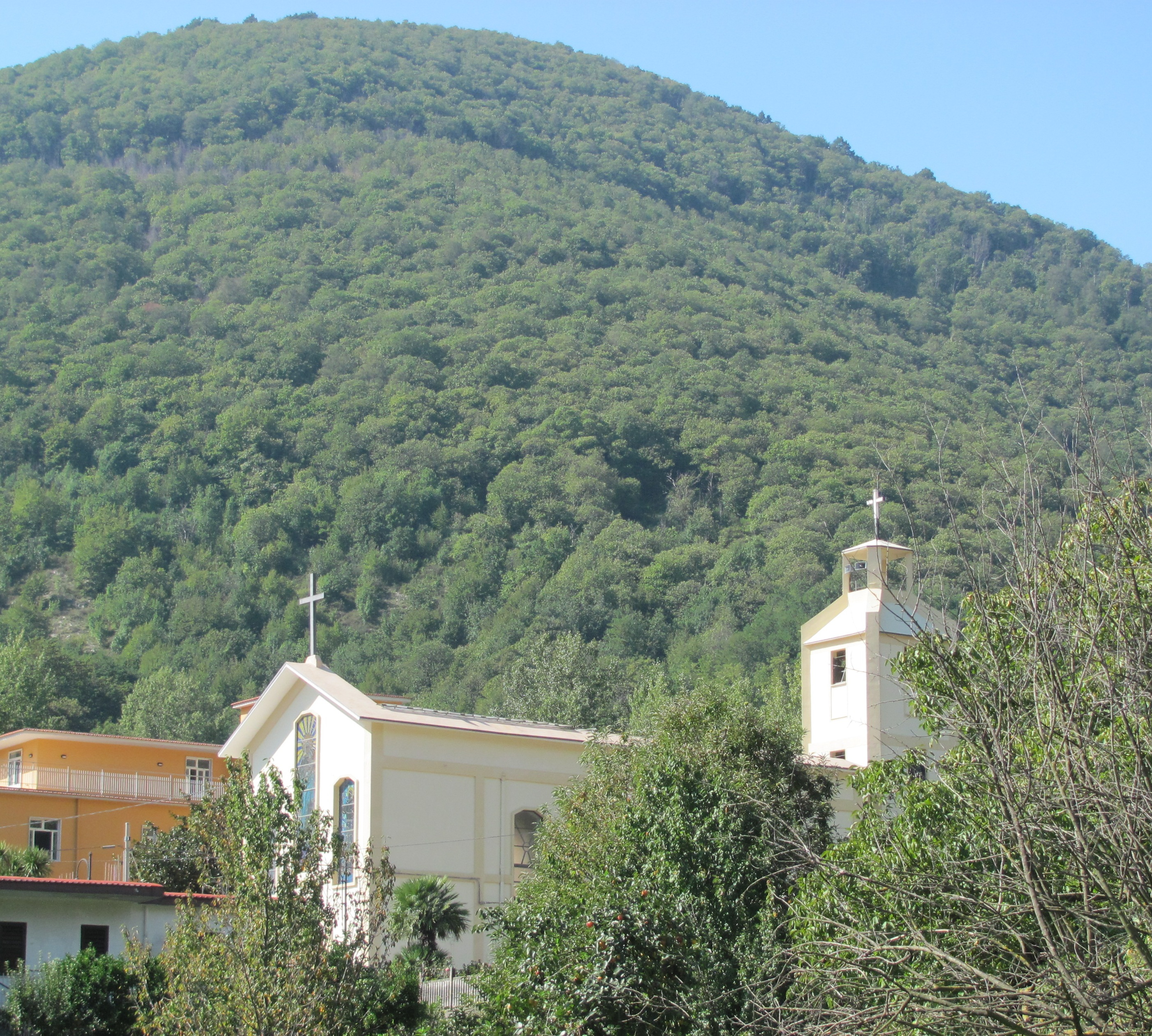
Chiesa di Santa Maria delle Grazie (Siano) con il monte Bosco Borbone sullo sfondo (2013)
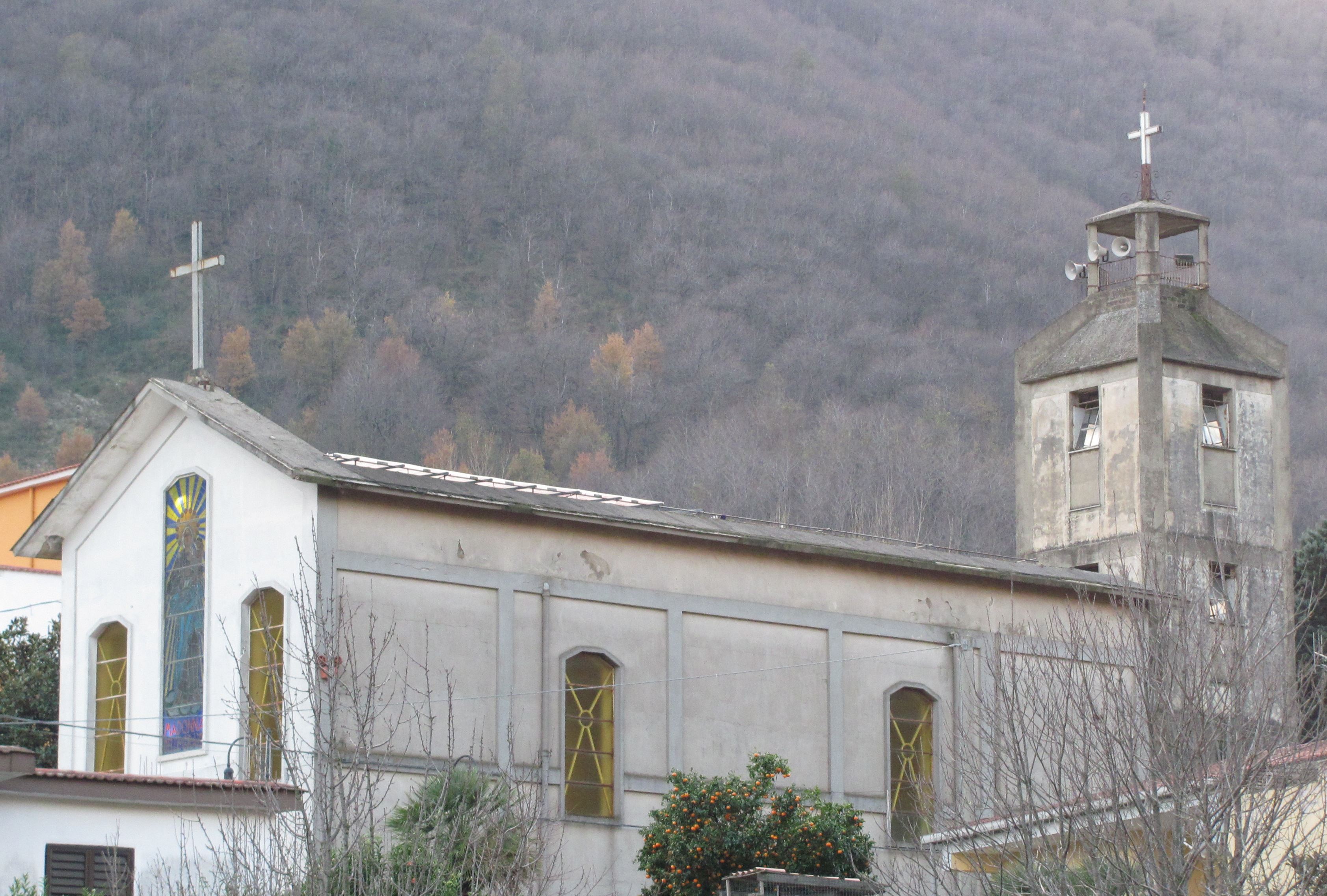
Chiesa di Santa Maria delle Grazie - Vista laterale, dettaglio (2010)